# ژاپن خفن
ژاپن باحال، ژاپن خفن، (به ژاپنی: Cool Japan، クールジャパン) به جنبه‌هایی از فرهنگ ژاپنی اشاره دارد که افراد غیرژاپنی آن را به عنوان "خفن (زیباشناختی) درک می‌کنند. پس از موفقیت «بریتانیا باحال»، دولت ژاپن شروع به استفاده از این عبارت کرد. استراتژی ژاپن خنک بخشی از استراتژی کلی برند ژاپن است که هدف آن انتشار جذابیت و جذابیت ژاپن در جهان است. هدف Coolژاپن باحال "شامل همه چیز است، از بازی‌ها، مانگا، انیمه، و سایر اشکال محتوا، مد، محصولات تجاری، آشپزی ژاپنی و فرهنگ سنتی به روبات‌ها، فناوری‌های سازگار با محیط زیست و سایر محصولات صنعتی با فناوری پیشرفته.
ژاپن به دلیل ترکیبی از ناکامی‌هایش در جنگ جهانی دوم و تاریخ امپراتوری تهاجمی‌اش، به دلیل شرایط، به‌ویژه ایالات متحده، مجبور شد رویکرد خود را به دیپلماسی جهانی تغییر دهد. طبق ماده ۹، ژاپن دیگر قادر به استفاده از قدرت سخت از طریق ارتش خود نبود. در نتیجه، قدرت نرم را به عنوان رویکرد خود به موقعیت خود در صحنه جهانی پرورش داد و پیشگام شد. در این مورد، ژاپن مجبور شد بفهمد که چگونه در زمینه امنیت، کمک و رهبری پیش برود، و این کار را با بازآفرینی تصویر خود و بازسازی شهرت منفی خود آغاز کرد. ابتکار «ژاپن خنک» ژاپن سنگ بنای اصلی سیاست قدرت نرم آن بود و کمک زیادی به ادغام مجدد آنها در رهبری منطقه ای و جهانی کرد.

## منشأ
از سال ۱۹۸۰، پس از ظهور وزارت امور خارجه ژاپن (MOFA)، ژاپن شروع به افزایش تلاش‌های برندسازی ملی از طریق انتشار یک مجموعه تلویزیونی با عنوان اوشین کرد. اوشین، یک سریال آبکی ژاپنی، بدون هیچ هزینه ای در خارج از ژاپن توزیع شد و در ۴۶ کشور مورد استقبال قرار گرفت. با موفقیت اوشین و چندین برنامه تلویزیونی دیگر، ژاپن با موفقیت ایده «ژاپن باحال» را به عنوان روشی برای ایجاد و بهبود درک فرهنگی کشور ایجاد کرد.
داگلاس مک‌گری در مقاله‌ای در سال ۲۰۰۲ در نشریه خبری فارین پالیسی با عنوان «خوشحالی ناخالص ملی ژاپن» در مورد ژاپن نوشت که «در حال اختراع مجدد ابرقدرت» با گسترش نفوذ فرهنگی آن در سطح بین‌المللی، علی‌رغم مشکلات اقتصادی و سیاسی «دهه از دست رفته (ژاپن)». بررسی فرهنگ جوانان و نقش جی-پاپ، مانگا، انیمه، بازی‌های ویدئویی در ژاپن، مد، سینمای ژاپن،  لوازم الکترونیکی مصرفی، معماری ژاپنی، آشپزی ژاپنی، و پدیده‌های کاوایی (کانسپت) ("ناز") مانند هلو کیتی، مک گری قدرت نرم فرهنگی قابل توجه ژاپن را برجسته کرد و این پرسش را مطرح کرد که این کشور چه پیامی می‌تواند داشته باشد؟ پروژه او همچنین استدلال کرد که کسادی ژاپن حتی ممکن است به دلیل بی‌اعتباری بخشی از مسیرهای شغلی سفت و سخت سابق و تجارت بزرگ، خونسردی ملی آن را تقویت کرده باشد.

## پذیرش
در رسانه‌های بین‌المللی مطرح شد، با نیویورک تایمز با اجرای یک سال گذشته ایده‌ها: پوکمون هژمونی،تعداد فزاینده‌ای از مقامات دولتی و رهبران تجاری اصلاح‌طلب در ژاپن شروع به اشاره به «درآمد ناخالص ملی» این کشور کردند و شعار غیررسمی «ژاپن باحال» را اتخاذ کردند.
در یک کنفرانس مطبوعاتی در سال 2005، وزیر امور خارجه ژاپن این ایده را با مفهوم شادی ناخالص ملی کشور پادشاهی بوتان مرتبط کرد.

این عبارت در اواسط دهه ۲۰۰۰ بیشتر مورد توجه قرار گرفت، زیرا ان‌اچ‌کی مجموعه‌ای تحت عنوان «ژاپن باحال» هاککاتسو: کاکاویی نیپون (Hakkutsu: Kakkoii Nippon) را آغاز کرد که در پایان سال ۲۰۰۹ تعداد آن به بیش از ۱۰۰ قسمت رسید. ابتکارهای آکادمیک شامل ایجاد یک تحقیق در مورد «ژاپن باحال» در مؤسسه فناوری ماساچوست است، در حالی که برخی از دانشگاه‌های غربی افزایش تعداد متقاضیان مطالعات ژاپنی را دوره‌ها به دلیل تأثیر «ژاپن باحال» گزارش کرده‌اند.